# Max Papis
Massimiliano "Max" Papis (3. října 1969, Como) je italský automobilový závodník. V současnosti závodí v NASCAR pro tým German Racing. V roce 1996 získal přezdívku „Mad Max“ („Šílený Max“) kvůli svému jezdeckému stylu.

## Formule 1
V roce 1994 se stal testovacím pilotem týmu Lotus. V polovině nahradil u týmu Footwork Gianni Morbidelliho především díky bohatým sponzorům a debutoval při Grand Prix Velké Británie 1995. Papis proslul v královské třídě především svými jezdeckými chybami a smůlou. Nejblíže bodů stál při Grand Prix Itálie 1995, kde těsně před cílem se nechal předjet na šestém místě sauberem Jean-Christophem Bouillonem. Po návratu Morbidelliho v roce 1996 se přesunul do Ameriky.

## Champ Car
V roce 1996 nahradil v CART zemřelého Jeffa Krosnoffa. Roku 1999 vyhrál s týmem Rahal 500 mi Indianapolis a celkově skončil pátý. V roce 2001 dvakrát zvítězil a v poháru jezdců získal 6. příčku. Od roku 2001 se převážně věnoval závodům sportovních vozů (ALMS), ve které s týmem Corvette Racing dvakrát (2004, 2007) vyhrál svou třídu v 12 hodinách na Sebringu. Při nadvládě IRL se do Champ Car vrátil se slovy „Tato série potřebuje více mě než já ji.“ V letech 2002 a 2006 jel 500 mil Indianapolis pro tým Eddieho Cheevera.

## NASCAR
Debutoval v srpnu 2006 ve Watkins Glen v Busch sérii, kde závodí dodnes.

## Kompletní výsledky ve Formuli 1
| Legenda k tabulce | Legenda k tabulce                                                                       |
| Barva             | Výsledek                                                                                |
| ----------------- | --------------------------------------------------------------------------------------- |
| Zlatá             | Vítěz                                                                                   |
| Stříbrná          | 2. místo                                                                                |
| Bronzová          | 3. místo                                                                                |
| Zelená            | Bodované umístění                                                                       |
| Modrá             | Nebodované umístění                                                                     |
| Modrá             | Dokončil neklasifikován (NC)                                                            |
| Fialová           | Odstoupil (Ret)                                                                         |
| Červená           | Nekvalifikoval se (DNQ)                                                                 |
| Červená           | Nepředkvalifikoval se (DNPQ)                                                            |
| Černá             | Diskvalifikován (DSQ)                                                                   |
| Bílá              | Nestartoval (DNS)                                                                       |
| Bílá              | Závod zrušen (C)                                                                        |
| Světle modrá      | Pouze trénoval (PO)                                                                     |
| Světle modrá      | Páteční testovací jezdec (TD)                                                           |
| Bez barvy         | Netrénoval (DNP)                                                                        |
| Bez barvy         | Vyřazen (EX)                                                                            |
| Bez barvy         | Nepřijel (DNA)                                                                          |
| Bez barvy         | Odvolal účast (WD)                                                                      |
| Bez barvy         | Nezúčastnil se (prázdné)                                                                |
| Označení          | Význam                                                                                  |
| Tučnost           | Pole position                                                                           |
| Kurzíva           | Nejrychlejší kolo                                                                       |
| †                 | Jezdec nedojel do cíle, ale byl klasifikován, protože odjel více než 90 % délky závodu. |
| ‡                 | Byl udělován poloviční počet bodů, protože bylo odjeto méně než 75 % délky závodu.      |
| Horní index       | Umístění bodujících jezdců ve sprintu                                                   |

| Rok  | Tým           | Šasi          | Motor   | 1   | 2   | 3   | 4   | 5   | 6   | 7   | 8       | 9       | 10      | 11      | 12    | 13      | 14     | 15  | 16  | 17  | Umístění | Body |
| ---- | ------------- | ------------- | ------- | --- | --- | --- | --- | --- | --- | --- | ------- | ------- | ------- | ------- | ----- | ------- | ------ | --- | --- | --- | -------- | ---- |
| 1995 | Footwork Hart | Footwork FA16 | Hart V8 | BRA | ARG | SMR | ESP | MON | CAN | FRA | GBR Ret | GER Ret | HUN Ret | BEL Ret | ITA 7 | POR Ret | EUR 12 | PAC | JPN | AUS | -        | 0    |